# 天津市第五十五中学
天津市第五十五中学，简称天津五十五中，位于天津市和平区鞍山道131号，始建于1955年，是一所公办完全中学。1981年，经天津市政府核定，天津市第五十五中学为区级重点中学。